# Ambritip
Ambritip est un village du Cameroun, situé dans la Région du Sud-Ouest, à proximité de la frontière avec le Nigeria. Il est rattaché administrativement à la commune d'Isanguele, dans le département du Ndian.

## Population
Lors du recensement de 2005 on y a dénombré 25 personnes.